# Alfred Cortot
Alfred Cortot (Nyon, 26 september 1877 - Lausanne, 15 juni 1962) was een Zwitserse pianist, pedagoog en dirigent.

## Leven en werk
Cortot was zoon van een Zwitserse moeder en Franse vader. Na aanvankelijk te zijn gezakt voor zijn toelating aan het conservatorium, kreeg  hij aan het Parijse Conservatorium toch een omvangrijke opleiding, met als zwaartepunt de piano. Zijn voornaamste docent Émile Decombes was leerling geweest van Chopin.  Zijn belangstelling voor Richard Wagner leidde tot een aanstelling van 1898 tot 1901 als correpetitor en assistent-dirigent bij de Bayreuther Festspiele. In 1902 dirigeerde hij de Parijse première van Wagners Götterdämmerung. 
Hij bouwde als solist een uitgebreide concertpraktijk op, die hem wereldroem bracht. Zijn voorliefde lag bij de romantische werken, in het bijzonder bij de muziek van Chopin, Schumann, Mendelssohn, Liszt en Saint-Saëns. Verschillende van hun werken gaf hij uit in studie-uitgaven, vol annotaties, extra oefeningen en aanwijzingen. Deze Editions de travail (uitgegeven bij Salabert in Parijs en Curzi in Milaan) bevatten waardevolle commentaren op de pianistiek en interpretatie. In 1905 richtte hij met de violist Jacques Thibaud en de cellist Pablo Casals een pianotrio op, dat wordt beschouwd als een van de belangrijkste kamermuziekensembles van de eerste helft van de twintigste eeuw.
Van 1907 tot 1923 gaf Cortot les aan het Parijse Conservatorium en in 1919 stichtte hij de École Normale de Musique de Paris. Onder zijn leerlingen waren grote namen als Clara Haskil, Dinu Lipatti, Vlado Perlemuter, Yvonne Lefébure, Margaret Fairchild en ook Marguerite Monnot, de Franse componiste van veel songs van Édith Piaf en van de theatermusical Irma la Douce. De Nederlandse pianist Marinus Flipse was eveneens leerling van Cortot.
Na de Tweede Wereldoorlog kreeg Cortot een eenjarig beroepsverbod, omdat hij tijdens de regering van Vichy verschillende functies had uitgeoefend, met de Duitse bezetters had gecollaboreerd en ook in de Tweede Wereldoorlog frequent concerteerde in Duitsland.
Absolute trouw aan de partituur en grote werklust stonden niet centraal bij Cortot, maar wel inspiratie en klankschoonheid. Cortot wordt gerekend tot de grootste pianisten van de 20e eeuw, al zijn heden zijn opvattingen aan veel kritiek onderhevig. 
Alfred Cortot stierf op 84-jarige leeftijd aan nierfalen.